# NGC 4648
NGC 4648 је елиптична галаксија у сазвежђу Змај која се налази на NGC листи објеката дубоког неба.
Деклинација објекта је + 74° 25' 20" а ректасцензија 12h 41m 44,4s. Привидна величина (магнитуда) објекта NGC 4648 износи 11,9 а фотографска магнитуда 12,9. Налази се на удаљености од 37,351 милиона парсека од Сунца. NGC 4648 је још познат и под ознакама UGC 7868, MCG 13-9-29, CGCG 352-39, KAZ 31, PGC 42595.